# یواس‌اس داکوتا (۱۸۵۹)
یواس‌اس داکوتا (۱۸۵۹) (به انگلیسی: USS Dacotah (1859)) یک کشتی بود که طول آن Unknown بود. این کشتی در سال ۱۸۵۹ ساخته شد.